# Дмитриев, Николай Павлович
Николай Павлович Дмитриев (25 ноября 1917, Николаев, УНР — 2 августа 1945, Прага) — лётчик-ас, участник Великой Отечественной войны, командир эскадрильи 5-го гвардейского истребительного авиационного полка, 207-й истребительной авиационной дивизии 3-го смешанного авиационного корпуса 17-й воздушной армии Юго-Западного фронта, гвардии майор, Герой Советского Союза.

## Ранние годы
Родился в городе Николаев, Украина, в семье рабочего. Русский. После окончания семилетки и школы ФЗУ работал разметчиком на Николаевском судостроительном заводе. Там же окончил аэроклуб.
В РККА с 1938 года. В 1940 году окончил Одесскую военную авиационную школу.

## В годы Великой Отечественной войны
На фронтах Великой Отечественной войны с июня 1941 года.
К августу 1943 года, гвардии капитан Дмитриев Н. П. совершил 415 боевых вылетов, в 75 воздушных боях сбил 15 самолётов противника.
Указом Президиума Верховного Совета СССР от 24 августа 1943 года за образцовое выполнение боевых заданий командования на фронте борьбы с немецко-фашистским захватчиками и проявленные при этом мужество и героизм гвардии капитану Дмитриеву Николаю Павловичу присвоено звание Героя Советского Союза с вручением ордена Ленина и медали «Золотая Звезда» (№ 1262).

## Мирное время
После войны Н. П. Дмитриев продолжал службу в ВВС СССР. В 1945 году он окончил Витебскую офицерскую школу ВВС. Служил в Центральной группе советских войск.
1 августа 1945 года разбился на мотоцикле и на следующий день от полученных травм скончался. Похоронен в Праге на Ольшанском кладбище.

## Награды
- Медаль «Золотая Звезда»;
- орден Ленина;
- два Ордена Красного Знамени;

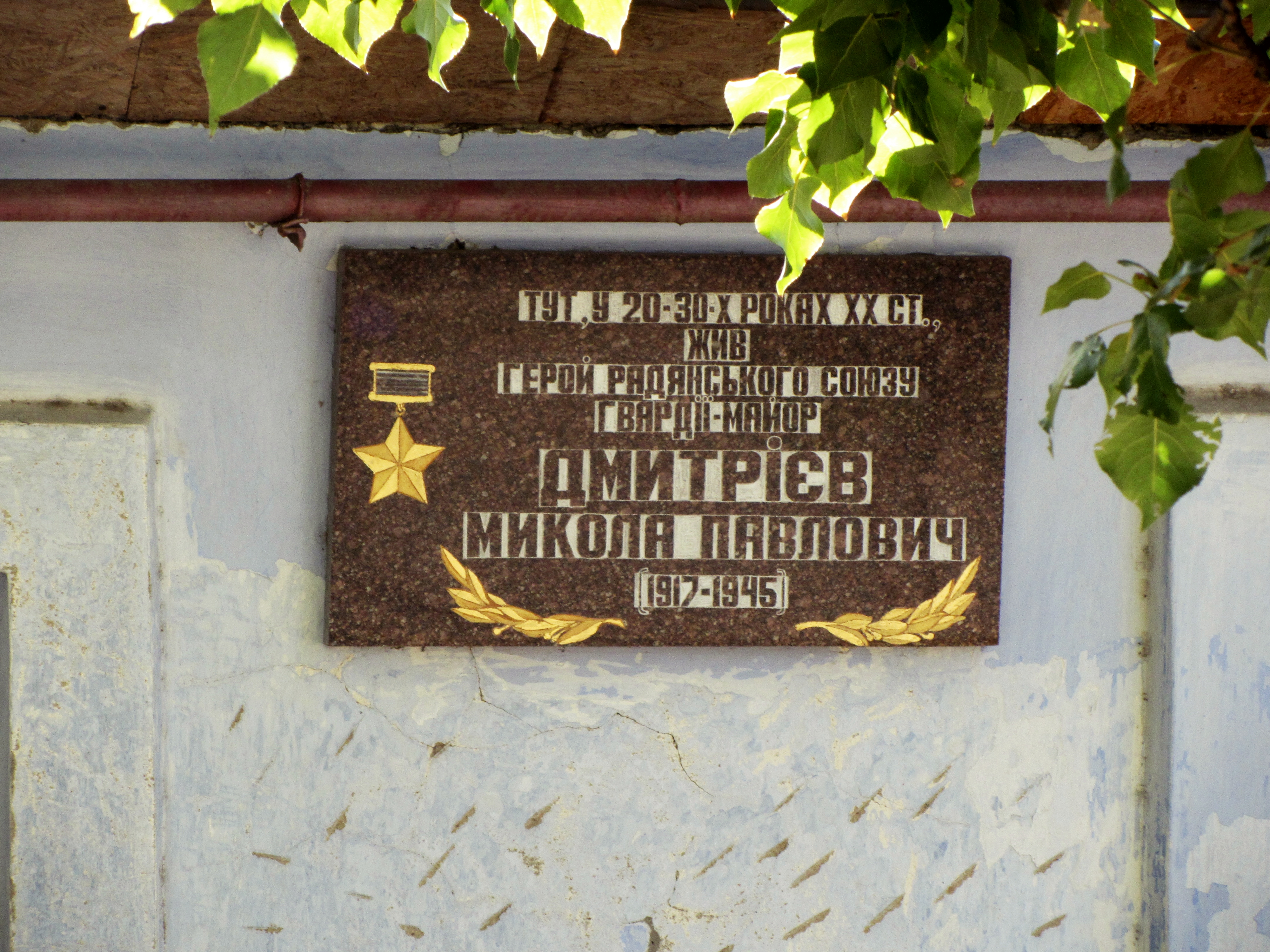
Мемориальная доска на доме в Николаеве

- орден Отечественной войны I степени;
- медали.

## Память
- Именем героя названа улица в городе Николаеве.
- На доме, где жил Н. П. Дмитриев, и здании завода, где он работал, установлены мемориальные доски.
- В честь героя назван буксир-кантовщик.